# Велень (Коростенський район)
Ве́лень (Велин) — село в Україні, в Ушомирській сільській територіальній громаді Коростенського району Житомирської області. Кількість населення становить 42 особи (2001).

## Населення
У 1906 році кількість населення становила 26 осіб, дворів — 6.
Відповідно до результатів перепису населення СРСР, кількість населення, станом на 12 січня 1989 року, становила 57 осіб. Станом на 5 грудня 2001 року, відповідно до перепису населення України, кількість мешканців села становила 42 особи.

## Історія
Наприкінці 19 століття — хутір Іскоростської волості Овруцького повіту.
У 1906 році — хутір Іскоростської волості (2-го стану) Овруцького повіту Волинської губернії. Відстань до повітового центру, міста Овруч, становила 55 верст, до волосного центру, містечка Іскорость — 19 верст. Найближче поштово-телеграфне відділення розташовувалося в Іскорості.
Станом на 1926 рік — хутір Вигівської сільської ради Ушомирського (згодом — Коростенський) району Коростенської округи. 1 червня 1935 року, в складі сільської ради, увійшов до Коростенської міської ради, 28 лютого 1940 року — до складу відновленого Коростенського району Житомирської області. 2 вересня 1954 року, відповідно до рішення Житомирського облвиконкому № 1087 «Про перечислення населених пунктів в межах районів Житомирської області», хутір передано до складу Купищенської сільської ради Коростенського району. У 1961 році віднесений до категорії сіл.
23 липня 1991 року, відповідно до постанови Кабінету Міністрів Української РСР № 106 «Про організацію виконання постанов Верховної Ради Української РСР…», село віднесене до зони гарантованого добровільного відселення (третя зона) внаслідок аварії на Чорнобильській АЕС.
28 липня 2016 року увійшло до складу новоствореної Ушомирської сільської територіальної громади Коростенського району Житомирської області.

## Населення

### Мова
Розподіл населення за рідною мовою за даними перепису 2001 року:
| Мова       | Кількість | Відсоток |
| ---------- | --------- | -------- |
| українська | 42        | 100%     |